# Glenn Withrow
Glenn Withrow (* 24. November 1953 in Highland Heights, Kentucky) ist ein US-amerikanischer Schauspieler.

## Leben
Withrows Karriere als Schauspieler begann Ende der 1970er-Jahre mit kleineren Rollen in Fernsehserien und Filmen. Bekannt wurde er vor allem durch seine Nebenrollen in insgesamt fünf Filmen unter Regie von Francis Ford Coppola, darunter Die Outsider, Rumble Fish und Peggy Sue hat geheiratet. Withrow beendete seine Karriere als Schauspieler um 1990, einen seiner letzten Auftritte hatte er in Jack Sholders für das Fernsehen gedrehtem Thriller By Dawn’s Early Light.
Withrow, der seit 1991 mit der Schauspielerin Hallie Todd verheiratet ist, betreibt zusammen mit seiner Frau die von ihm gegründete In House Media Inc., eine Medienfirma, die sich in Sherman Oaks, Kalifornien befindet.

## Filmografie
- 1979: Die Frau in Rot (The Lady in Red)
- 1980: The Hollywood Knights
- 1981: Bret Maverick (Fernsehserie, Folge Alles für einen Freund)
- 1983: Rumble Fish (Rumble Fish)
- 1983: Die Outsider (The Outsiders)
- 1984: Cotton Club (The Cotton Club)
- 1986: Zwei unter Volldampf (Armed and Dangerous)
- 1986: Peggy Sue hat geheiratet (Peggy Sue Got Married)
- 1986: The Patriot
- 1987: Beverly Hills Cop II (Beverly Hills Cop II)
- 1987: Dudes – Halt mich fest, die Wüste bebt! (Dudes)
- 1987: Nightflyer (Nightflyers)
- 1988: Pass the Ammo
- 1988: Kopflos durch die Nacht (It Takes Two)
- 1989: Nackte Lügen (Naked Lie)
- 1989: By Dawn’s Early Light
- 1990: Condition Red